# 全球地球空間科學
```
全球地球空間科學
（
GGS
，
Global Geospace Science
）是
NASA
使用兩顆衛星的一個太空計畫：
```

- 風
- 極 (太空船)（英语：Polar (satellite)）

## 外部連結
- http://www-istp.gsfc.nasa.gov/istp/ggs_project.html （页面存档备份，存于）